# Acraea mandane
Acraea mandane är en fjärilsart som beskrevs av Fabricius 1793. Acraea mandane ingår i släktet Acraea och familjen praktfjärilar. Inga underarter finns listade i Catalogue of Life.